# Heorhiy Sudakov
Heorhiy Viktorovytch Soudakov (en ukrainien : Георгій Вікторович Судаков), né le 1er septembre 2002 à Brianka, est un footballeur ukrainien qui évolue au poste de milieu de terrain au Chakhtar Donetsk.

## Biographie

### Carrière en club
Le 21 octobre 2020, il joue son premier match en Ligue des champions. Avec le maillot du Chakhtar Donetsk lors d'un déplacement sur la pelouse du Real Madrid.
Pour ce premier match de la saison en C1, le Chakhtar Donetsk affronte une équipe du Real avec quelques cadres absents — Sergio Ramos et Karim Benzema étant notamment ménagés par Zinédine Zidane — mais c'est surtout l'effectif ukrainien qui est fortement réduit : avec en tout 10 joueurs forfaits car positifs au covid, dont la plupart des cadres, c'est une équipe de jeunes du centre de formation comme Heorhi Soudakov qui se présente au stade Santiago-Bernabéu,.
Mais contre toute attente ce sont bien les Ukrainiens qui parviennent à prendre le score, menant 3-0 à la pause. Résistant au retour des Madrilènes en seconde mi-temps, le Chakhtar réussit l'exploit de l'emporter 2-3 à Madrid,.

### Carrière en sélection
Avec les moins de 17 ans, il marque quatre buts lors des éliminatoires du championnat d'Europe. Il inscrit notamment un triplé contre Gibraltar, puis un but contre la Bosnie.
Sélectionné en espoirs par Rouslan Rotan, il fait ses débuts contre Malte le 13 novembre 2020 lors des qualifications à l'euro 2021.
En juin 2021, il fait partie de la liste des 26 joueurs convoqués par Andriy Chevtchenko pour disputer l'Euro 2020.
En mai 2024, il fait partie de la liste des 26 joueurs convoqués par Serhiy Rebrov en vue de l'Euro 2024.